# 잔느 딜망
《잔느 딜망》(프랑스어: Jeanne Dielman, 23, Quai du Commerce, 1080 Bruxelles)은 1975년 제작된 벨기에의 영화이다. 샹탈 아케르만이 감독과 각본을 맡았다. 2022년 사이트 & 사운드 선정 역대 최고의 영화 1위로 선정되었다.

## 줄거리
이 영화는 과부가 된 어머니가 삼 일 동안 요리, 청소, 육아, 심부름 등을 규칙적으로 해내는 일과를 살펴본다. 주인공(영화 제목과 아들에게 읽어주는 편지를 통해서만 잔느 딜망이라는 이름을 알 수 있는)은 아들이 하교하기 전 매일 오후 서로 다른 의뢰인과 성관계를 맺어 돈을 번다. 다른 활동들과 마찬가지로 잔의 매춘 역시 매일 기계적으로 수행하는 단순한 일과의 일부다.
둘째 날, 의뢰인과의 만남 이후 잔의 질서정연했던 행동이 서서히 흐트러지기 시작한다. 샹탈 아케르만에 따르면 잔이 오르가슴을 경험했고, 이것이 일상적 루틴을 파괴했다고 한다. 하지만 이는 화면상에서 보여지거나 암시되지 않는다. 저녁 식사를 준비하면서 감자를 과도하게 익히고, 감자 냄비를 들고 아파트를 배회한다. 돈을 보관하는 도자기 항아리의 뚜껑을 덮는 것을 잊어버리고, 방을 나설 때 불을 끄지 않으며, 집에서 입는 가운의 단추를 잘못 채우고, 방금 씻은 숟가락을 떨어뜨린다. 잔의 일상이 흐트러지는 모습은 셋째 날 의뢰인이 도착할 때까지 계속된다. 성관계 도중 다시 오르가슴을 경험한 잔은 옷을 입고, 휴식을 취하고 있는 의뢰인의 침대로 돌아가 가위로 찔러 죽인다. 그리고는 조용히 식탁에 앉는다.

## 출연

### 주연
- 델핀 세리그 : 잔느 딜망 역
- 잔 데코르트 : 실뱅 딜망 역

### 조연
- 헨리 스톡 : 첫번째 통화자 역
- 자크 도니올 발크로즈 : 두번째 통화자 역
- 이브 비칼 : 세번째 통화자 역
- 샹탈 애커만 : 이웃 역 (목소리)

## 참고 사항
- 의외로 스트로브-위예의 다니엘 위예는 '델핀 세리그의 감자 깎는 연기가 어설프다'고 비판했으며 마르그리트 뒤라스도 "주인공이 미쳤다"고 혹평했던 것으로 알려져 있다. 특히 뒤라스는 비슷한 시기에 본인 대표작인 인디아 송을 발표한데다 칸에서 시사회 후 홍보 때문에 서로 얽힐 일이 많았는데, 아케르만 입장에서는 여러모로 고역이었다고.[3]

## 같이 보기
- 역대 최고의 영화 목록